# Мікряковське сільське поселення
Мікря́ковське сільське поселення (рос. Микряковское сельское поселение) — муніципальне утворення у складі Гірськомарійського району Марій Ел, Росія. Адміністративний центр — село Мікряково.

## Історія
Станом на 2002 рік існували Березовська сільська рада (присілки Алгаскіно, Барковка, Березово, Крайні Шешмари, Малиновка Друга, Малиновка Перша, Мітряєво, Рябиновка, Сімуліно, Середній Околодок) та Мікряковська сільська рада (села Ємангаші, Мікряково, присілки Атеєво, Березово-Шимбатрово, Дворики, Мороскино, Озянкіно, Петухово, Сарлатово, Сосновка, Старе Правління, Тімоково, Черемухово, Чувакино, Шекміно Друге, Шекміно Перше, Шекміно Третє, Яктансола, Ятиково, Яшмолкіно).

## Населення
Населення — 2438 осіб (2019, 2919 у 2010, 3187 у 2002).

## Склад
До складу поселення входять такі населені пункти:
| Населений пункт               | Населення, осіб (2002) | Населення, осіб (2010) |
| ----------------------------- | ---------------------- | ---------------------- |
| Алгаскіно, присілок           | 27                     | 26                     |
| Атеєво, присілок              | 119                    | 102                    |
| Барковка, присілок            | 101                    | 79                     |
| Березово, присілок            | 74                     | 71                     |
| Березово-Шимбатрово, присілок | 83                     | 68                     |
| Дворики, присілок             | 3                      | 1                      |
| Ємангаші, село                | 463                    | 404                    |
| Крайні Шешмари, присілок      | 178                    | 163                    |
| Малиновка Друга, присілок     | 39                     | 29                     |
| Малиновка Перша, присілок     | 80                     | 68                     |
| Мікряково, село               | 353                    | 435                    |
| Мітряєво, присілок            | 144                    | 124                    |
| Мороскино, присілок           | 208                    | 171                    |
| Озянкіно, присілок            | 51                     | 42                     |
| Петухово, присілок            | 114                    | 84                     |
| Рябиновка, присілок           | 42                     | 37                     |
| Сарлатово, присілок           | 107                    | 115                    |
| Сімуліно, присілок            | 27                     | 23                     |
| Сосновка, присілок            | 174                    | 146                    |
| Середній Околодок, присілок   | 80                     | 74                     |
| Старе Правління, присілок     | 108                    | 99                     |
| Тімоково, присілок            | 35                     | 25                     |
| Черемухово, присілок          | 24                     | 25                     |
| Чувакино, присілок            | 92                     | 91                     |
| Шекміно Друге, присілок       | 61                     | 60                     |
| Шекміно Перше, присілок       | 108                    | 118                    |
| Шекміно Третє, присілок       | 19                     | 21                     |
| Яктансола, присілок           | 101                    | 82                     |
| Ятиково, присілок             | 56                     | 49                     |
| Яшмолкіно, присілок           | 119                    | 87                     |